# エカテリーナ・エニナ
エカテリーナ・エニナ（ロシア語: Енина, Екатерина Андреевна, ラテン文字転写: Ekaterina Enina、1993年5月10日 - ）は、ロシアの女子バレーボール選手。ポジションはミドルブロッカー。ロシア代表。

## 来歴

### クラブチーム
チェリャビンスク出身。2010年、Dinamo Metarへ入団しバレーボール選手としてのキャリアをスタートさせる。2011/12シーズンからはスタメンに抜擢された。2013/14シーズンはVC Tyumenでプレーした。2014/15シーズンにProton-Saratovへ移籍し、2015/16シーズンはブロック部門で2位となる活躍をみせた。2017/18シーズンはUralochka-NTMKと契約し、3年間プレーした。2020/21シーズンからディナモ・モスクワでプレーしている。

### 代表チーム
2021年、ロシア代表に初選出され、東京2020オリンピックに出場した。同年9月の欧州選手権ではレギュラーとして活躍した。

## 球歴
- オリンピック - 2021年
- 欧州選手権 - 2021年

## 所属クラブ
- Dinamo Metar（2010-2013年）
- VC Tyumen（2013-2014年）
- Proton-Saratov（2014-2017年）
- Uralochka-NTMK（2017-2020年）
- ディナモ・モスクワ（2020-2023年）
- ディナモ・カザン（2023年-）